# ينغي ارخ (مقاطعة ديواندرة)
ينغي ارخ (بالفارسية: ینگی ارخ) هي قرية تقع في قسم كولة الريفي (مقاطعة ديواندرة) في إيران. يقدر عدد سكانها بـ 222 نسمة بحسب إحصاء 2016.